# Arroyo Arena, Santa María Tonameca
Arroyo Arena är en ort i Mexiko.   Den ligger i kommunen Santa María Tonameca och delstaten Oaxaca, i den sydöstra delen av landet, 500 km sydost om huvudstaden Mexico City. Arroyo Arena ligger 111 meter över havet och antalet invånare är 113.
Terrängen runt Arroyo Arena är kuperad åt nordväst, men åt sydost är den platt. Runt Arroyo Arena är det ganska glesbefolkat, med 45 invånare per kvadratkilometer. Närmaste större samhälle är San Juanito o la Botija, 2,4 km söder om Arroyo Arena. Omgivningarna runt Arroyo Arena är en mosaik av jordbruksmark och naturlig växtlighet.